# Casa dera Vila (Vielha)
La Casa dera Vila o Era Crasta és l'edifici seu de l'Ajuntament de Vielha e Mijaran, situat al nucli històric de Vielha, al municipi de Vielha e Mijaran (Vall d'Aran). Edificat a principis del segle xix, forma part de l'Inventari del Patrimoni Arquitectònic de Catalunya.

## Descripció

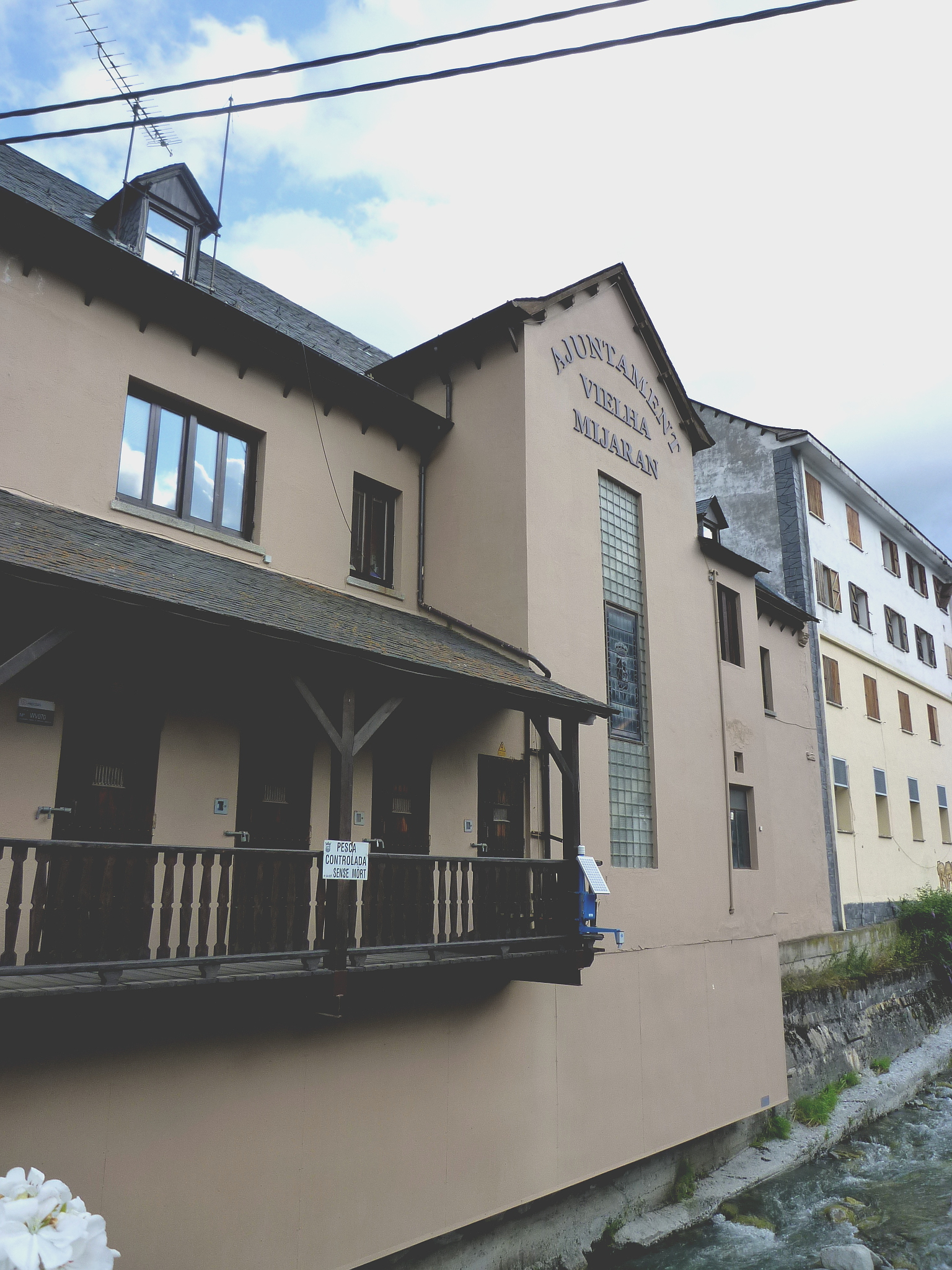
Façana del darrere

La Casa dera Vila s'emplaça en el marge dret del riu Nere. És un edifici rectangular de dues plantes i un humarau o golfes amb llucanes, que aixopluga una coberta d'encaballades de fusta i teulada de pissarra, de dos vessants i un tresaigües, en el «penalèr» septentrional. La façana principal s'orienta a llevant, amb una balconada que conté l'escut de la vila, i dues plaques de marbre a banda i banda que en commemoren la construcció l'any 1829 durant el regnat de Ferran VII i essent governador de la Vall d'Aran Policarpi Vázquez de Aldana —a l'esquerra— i la visita del rei Alfons XIII l'any 1924, a la dreta.
L'element més característic d'aquest edifici és l'espai porticat de la planta baixa a partir d'un porxo en forma de «L» definit per set arcades en xamfrà d'acord amb la tradició constructiva de facilitar la circulació. La porta d'accés està elevada i és obra també de fàbrica. A la façana del darrere destaca un cos sobresortint a manera de contrafort que té a veure amb l'antiga latrina que vessava directament al riu i, a l'interior, destaca un modern entexinat a la sala de reunions, amb els escuts dels pobles de la Vall.
El primer pis, que reposa sobre la porxada sobresortint respecte de la planta baixa, té tres balcons que defineixen la simetria de l'edifici, dels quals el central està cobert per una estructura quadrangular. Ha estat força transformat, així com el superior, de manera que per exemple ha desaparegut la cornisa que presidia les façanes.

## Història
El rei Ferran II concedí als cònsols de Vielha construir un campanar i dos ponts l'any 1510. Els comptes de Vielha consignen partides de diners per reparar i "retetar" la "crasta" i el cap del pont (1565). En el qüestionari de Francisco de Zamora es parla d'un Ajuntament capaç si bé no l'esmenta entre les cases principals (1788). Es diu que la Cort de la Val tenia dos edificis molt decents: una per a residència del governador de la Val (amb capella particular), la segona per a escoles i residència del mestre de gramàtica i primeres lletres. Pascual Madoz fa esment de cases consistorials a Vielha (1850). El pont del Nere, tal com el registren les fotografies antigues, resistí des d'aleshores fins a la riuada de l'any 1963.